# Andreas Brignoli
Andreas Brignoli (Eppstein, 2 ottobre 1968) è un ex cestista e allenatore di pallacanestro italiano.

## Carriera
Cresce cestisticamente nella Pallacanestro Varese, sotto la guida di Beppe Regni, insieme a Stefano Rusconi, Gianluca Castaldini, Paolo Nicora. Il suo esordio in A1 avviene con la squadra lombarda, passando per Udine, Milano, Sassari, Pesaro e Trapani.

## Allenatore
Nel giugno 2006 diviene l'allenatore dell'Effe 2000 Genova. Allo scioglimento della squadra passa al Red Basket Ovada, tornando a giocare dopo due anni di inattività. Nel 2009 ne diviene allenatore-giocatore e nel 2010-11 solo allenatore.